# Hundra kilo kärlek
100 kilo kärlek är en maxi-singel av den svenska rockgruppen Dia Psalma utgiven 1995. Egentligen skulle det bli ett album, men eftersom sångaren Ulkes röst var tvungen att vila fick de avbryta inspelningen och istället för albumsläpp så blev det en singel i maxiformat med fem spår. Albumet Efter allt, som var det egentliga projektet, kom senare samma år med två av singelns låtar, "100 kilo kärlek" och "Vemodvals". Omslaget pryds av en modifierad målning av den berömda Grindslanten. Skivan är bandets största listframgång och nådde fjärde plats. 

## Låtlista
1. 100 kilo kärlek
2. Vemodvals
3. Ack högaste himmel
4. United states of Europe
5. Jag tror på allt

Text & musik av Ulke